# Tour de Dubai
El Tour de Dubai és una cursa ciclista professional per etapes que es disputa a l'emirat de Dubai (Emirats Àrabs Units), al mes de febrer. Es va crear el 2014, formant part de l'UCI Àsia Tour amb categoria 2.1.
El 2019 la prova es va fusionar amb l'Abu Dhabi Tour, per formar l'UAE Tour que passa a ser una cursa de l'UCI World Tour.

## Palmarès
| Any  | Vencedor       | Segon               | Tercer                     |
| ---- | -------------- | ------------------- | -------------------------- |
| 2014 | Taylor Phinney | Steven Cummings     | Lasse Norman Hansen        |
| 2015 | Mark Cavendish | John Degenkolb      | Juan José Lobato del Valle |
| 2016 | Marcel Kittel  | Giacomo Nizzolo     | Juan José Lobato del Valle |
| 2017 | Marcel Kittel  | Dylan Groenewegen   | John Degenkolb             |
| 2018 | Elia Viviani   | Magnus Cort Nielsen | Sonny Colbrelli            |